# Frédéric Blachon
Pour les articles homonymes, voir Blachon (homonymie).
Frédéric Blachon, né le 3 décembre 1963 à Poitiers est un militaire français.
Général de division, il a dirigé les Écoles de Saint-Cyr Coëtquidan de 2015 à 2017 et commandé l'opération Barkhane de 2018 à 2019.

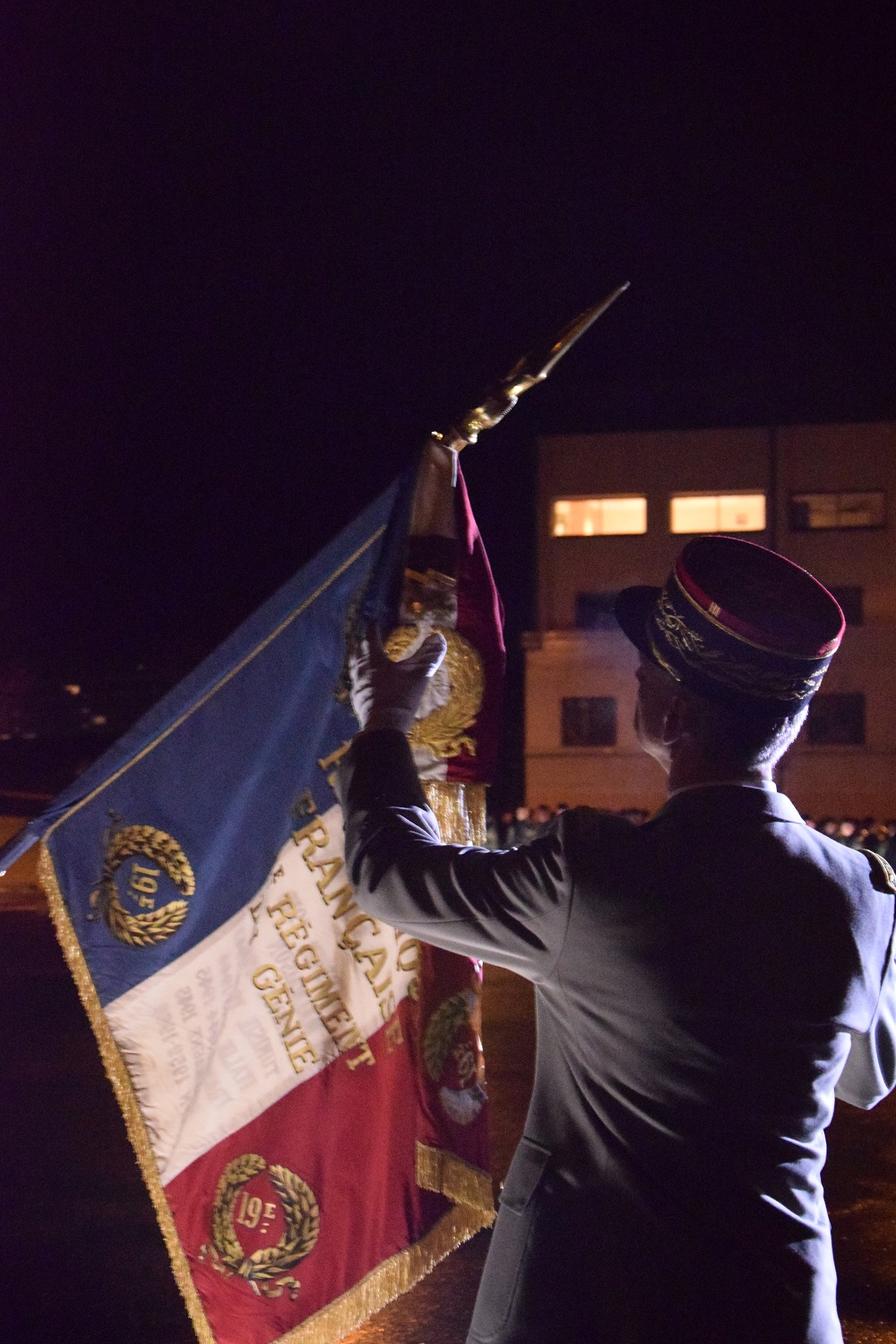
Le général de division Frédéric Blachon remet au drapeau du 19e RG la Croix de la Valeur Militaire, 20 décembre 2017.

## Biographie

### Origine et formation
Frédéric Blachon est le fils d'André Blachon, officier militaire, Saint-cyrien, déporté de 1943 à 1945. Il intègre l’École spéciale militaire de Saint-Cyr en 1984 (promotion Monclar 1984 - 1987).

### Carrière militaire
Après une année de formation à l’École d’application de l’infanterie de Montpellier il est successivement lieutenant, puis capitaine, au 1er Régiment de chasseurs parachutistes (RCP) au Camp de Souge. De 1997 à 1999, il suit une formation à l’ESSEC, dont il est diplômé. De  2000  à  2002, il est affecté au Secrétariat  général  du  gouvernement, à la mission d’organisation des services du Premier ministre.
Il commande le 1er régiment de chasseurs parachutistes de 2007 à 2009. Puis, de 2009 à 2011, il est chargé de mission à la Mission pour la coordination de la réforme (MCR). En 2010 il suit le Cycle des hautes études européennes. Après avoir été, de 2011 à 2013, chef de cabinet du général inspecteur général des armées de terre il est nommé, le 1er août 2013 général de brigade et sous-directeur du recrutement à la direction des ressources humaines de l’armée de Terre. Le 1er août 2015 il prend le commandement des Écoles de Saint-Cyr Coëtquidan et de la base de défense de Vannes-Coëtquidan, fonction qu'il quitte un an plus tard quand il est nommé général de division.
A cette occasion, il est au coeur d'une polémique lorsque la promotion 2016-2019 prend, avec son aval, le nom du général Georges Loustaunau-Lacau, figure d'extrême droite. Celle-ci est débaptisée en 2018 à la demande du Ministère.
En septembre 2017 Frédéric Blachon est nommé à la tête de la 1re Division de l'Armée de terre à Besançon. Du 1er août 2018 au 26 juillet 2019, il assure le commandement de l'opération Barkhane. Il quitte le commandement de la 1re Division en juillet 2020.
Par décret du 15 juin 2020 il est nommé inspecteur à l'inspection de l'armée de terre à compter du 1er août 2020.
Frédéric Blachon prend sa retraite et intègre la 2e section des officiers généraux fin 2020.

### Carrière dans le milieu civil
Frédéric Blachon est doyen de la faculté de sciences politiques et d'histoire au sein de l'Institut catholique de Vendée (ICES) depuis le 23 août 2021.

## Distinctions
|  |  |  |
|  |  |  |
|  |  |  |

### Intitulés
- Commandeur de l'ordre national de la Légion d'honneur en 2020[11] (officier en 2010[12], chevalier en 2002[13]).
- Commandeur de l'ordre national du Mérite en 2015[14] (officier en 2006[15]).
- Croix de la Valeur militaire avec une étoile et palme.
- Médaille d'Outre-Mer avec deux agrafes.
- Médaille commémorative française.
- Médaille de l'OTAN pour le Kosovo.
- Commandeur de l'ordre national du Mali (2019).